# Carnaval de San Miguel
El Carnaval de San Miguel es uno de los festejos populares más importantes de El Salvador, el cual tiene lugar cada mes de noviembre durante las fiestas patronales de la ciudad de San Miguel.

## Historia
Inicialmente las festividades se realizaban cada 8 de mayo, fecha de fundación de la localidad. En tales celebraciones predominaban las transacciones comerciales de mercaderes provenientes de diversas partes de Centroamérica. En 1939 el Concejo Municipal decidió trasladar el festejo al 21 de noviembre en honor de la Virgen de la Paz, patrona de la población. Durante ese tiempo se realizaban fiestas locales en los barrios de la ciudad. A medida que pasaban los años, en los casinos de la localidad se desarrollaban festivales danzantes a los que tenía ingreso un reducido grupo de personas. Entre esos lugares cabe destacar el casino Migueleño. Mientras esto ocurría, en las afueras de los recintos el grueso de la población se conformaba con escuchar la música de las orquestas que daban vida a la celebración. Entre las orquestas más importantes de esos años cabe mencionar la Orquesta Polío, de Paquito Palaviccini y Lito Barrientos.
En 1959 los festejos tomaron un giro diferente. Ese año fue nombrado como Gobernador Departamental Miguel Félix Charlaix, quien, al notar el aislamiento de las mayorías de la población durante las celebraciones, e influido por las celebraciones del Mardi Gras en Nueva Orleans (al que había tenido la posibilidad de asistir) decidió que el desfile de las carrozas y la presentación de las orquestas tuvieran lugar en las calles de la ciudad con su estilo particular. En el año de 1961, dos años después de su inicio el carnaval tuvo un carácter internacional con la visita del presidente guatemalteco Miguel Ydígoras Fuentes y de las cinco reinas de belleza de Centroamérica. Con el paso de los años la popularidad del carnaval se extendió a todo El Salvador y los países vecinos, hasta el punto de autoproclamarse, en época reciente, como la fiesta más importante de Centroamérica. Una parte significativa de los asistentes la conforman los salvadoreños residentes en el extranjero, principalmente de los Estados Unidos. De hecho, desde el año 2015 se oficializa la organización de un carnaval alterno en este país, específicamente en Washington D. C.

## Organización
Las festividades inician con un mes de anticipación con el llamado «Desfile de correos» que finaliza con la lectura del bando municipal, el cual inaugura las celebraciones. Asimismo, a medida que pasan los días se desarrollan una serie de «carnavalitos» en los distintos barrios, colonias y cantones de San Miguel. Uno de los eventos principales es la elección y coronación de la Reina del Carnaval, cuya gala llega a durar hasta seis horas consecutivas y desde hace unos años atrás el evento es cubierto y transmitido por televisión y redes sociales. 
En el aspecto religioso, desde el año 2001 se realiza un víspera en la noche anterior al día de la Fiesta Patronal amenizada por conjuntos musicales y artísticos católicos denominado «Festival Mariano»; y una misa solemne dedicada a la advocación mariana denominada Virgen de la Paz, patrona de la localidad, esto tiene lugar el día 21 de noviembre en la catedral de la ciudad. 
La fiesta principal, donde predominan el desfile de las  carrozas, la música y el baile, se realiza el último sábado del mes de noviembre. Pero a partir del 2015, se decidió extender la fiesta al día anterior y posterior a esta fiesta, de esta manera el día viernes se desarrollaba un festival de música tradicional, en la que tienen protagonismo las llamadas «chanchonas» (conjunto de música campirana en la que destaca el guitarrón), mientras que el domingo se realizaba otro festival en la zona de la playa El Cuco en el mismo departamento de San Miguel, para 2016 el evento vuelve al formato original de un solo un día de celebración.  
Hasta 2014  en cada carnaval se organizaba un concurso para elegir el nombre de la festividad, Desde el año 2015 se establece un eslogan permanente para promoción local e internacional: «Para reír, para bailar...Gózalo, aquí debes estar», y un emblema distintivo propio; sin embargo el mismo se retoma en la edición 2021, así como variantes en su logotipo.
Desde el año 2000 las orquestas, bandas musicales y cantantes nacionales e internacionales, son distribuidos a lo largo de la avenida Roosevelt y otras arterias vecinas, agrupandolas por género musical. También hay presentaciones en los estadios Miguel Félix Charlaix y Juan Francisco Barraza, Cancha Álvarez, entre otros. Además se desarrollan otros eventos como alboradas, fiestas publicitarias, jaripeos y competencias deportivas, como parte de las actividades dentro del marco de las fiestas patronales. 

## Canción representativa
«San Miguel en carnaval», interpretada por el músico migueleño Gil Medina, es una canción que ha acompañado a esta festividad justo desde su inicio. Su creador fue el también músico y compositor Francisco Palaviccini, quien la compuso al ritmo del Xuc, género musical que él mismo creó. La estrofa más recordada revela la indiscriminada invitación a todo aquel que quiera asistir a la fiesta:

Ni pobre, ni rico, ni joven, ni viejo, ni bello, ni feo, ni chele, ni prieto, ni hembra, ni macho, ni alto, ni bajo, todo es igual en San Miguel, en Carnaval.

## Artistas de renombre internacional asistentes al carnaval
Dicha celebración es reconocida en todo El Salvador, Centroamérica y otros países de América Latina por la calidad de artistas y cantantes de talla internacional que en su momento se han presentado en el mismo, entre los cuales se pueden mencionar:
- Aventura
- Aniceto Molina, (fallecido)
- Banda Blanca
- Carlos Vives
- Los Ángeles Azules
- Tego Calderón
- Flex
- Los Guaraguao
- Los Tigres del Norte
- Los Temerarios
- Trebol Clan
- Alux Nahual
- Los Angeles Negros
- Los R.E.D.D.
- Nicho Hinojosa
- K-paz de la Sierra
- Big Boy
- Conjunto Primavera
- Grupo Miramar
- Alexis & Fido
- Arcángel
- Martin Valverde (música católica)
- Hector el Father
- Grupo Niche
- Marito Rivera
- Sonora Santanera
- Los Yonic's
- R.K.M. & Ken Y
- Luis Enrique
- J Álvarez
- Plan B
- Los Toros Band
- Jhony Btz (hijo de Marshmello)
- Los Temerarios
- Plan B